# 오하이오래빗
오하이오래빗(1995년 12월 23일 ~)은 대한민국의 가수다. 2018년 정규 앨범 "ㄹ위한정신적사랑"으로 데뷔했다.

## 학력
- 동백고등학교
- 강남대학교

## 방송
- 쇼미더머니 10 (2021) - Top33